# Bad Reputation (альбом Thin Lizzy)
Bad Reputation (с англ. Дурная репутация) — восьмой студийный альбом ирландской хард-рок-группы Thin Lizzy, изданный в 1977 году. Для работы над альбомом был приглашён продюсер Тони Висконти, ранее работавший с T. Rex и Дэвидом Боуи. По предложению Висконти запись альбома прошла в Toronto Studios в Канаде с мая по июнь 1977 года.

## Об альбоме
Брайан Робертсон, получивший травму руки в пьяной драке в конце 1976 года, был вынужден покинуть группу и принял участие в записи только трёх песен в альбоме в качестве приглашённого музыканта. Заменявший его во время гастролей по США Гэри Мур также ушёл. Поэтому Фил Лайнотт решил записать новый альбом в составе трио, в котором Скотт Горэм возьмет на себя все гитарные партии. Лайнотт также сохранил идею о том, что его друзья, такие как Брайан Мэй, Джимми Пейдж и Ричи Блэкмор, заглянут в качестве гостей, но ничего не вышло из этой довольно нереалистичной идеи.
Синглом была выпущена песня «Dancing in the Moonlight (It’s Caught Me in It’s Spotlight)», которая вошла в Top-20 хитов в Великобритании и помогла альбому подняться на 4-е место в UK Albums Chart и войти в Top-40 Billboard Top LPs & Tape в США.

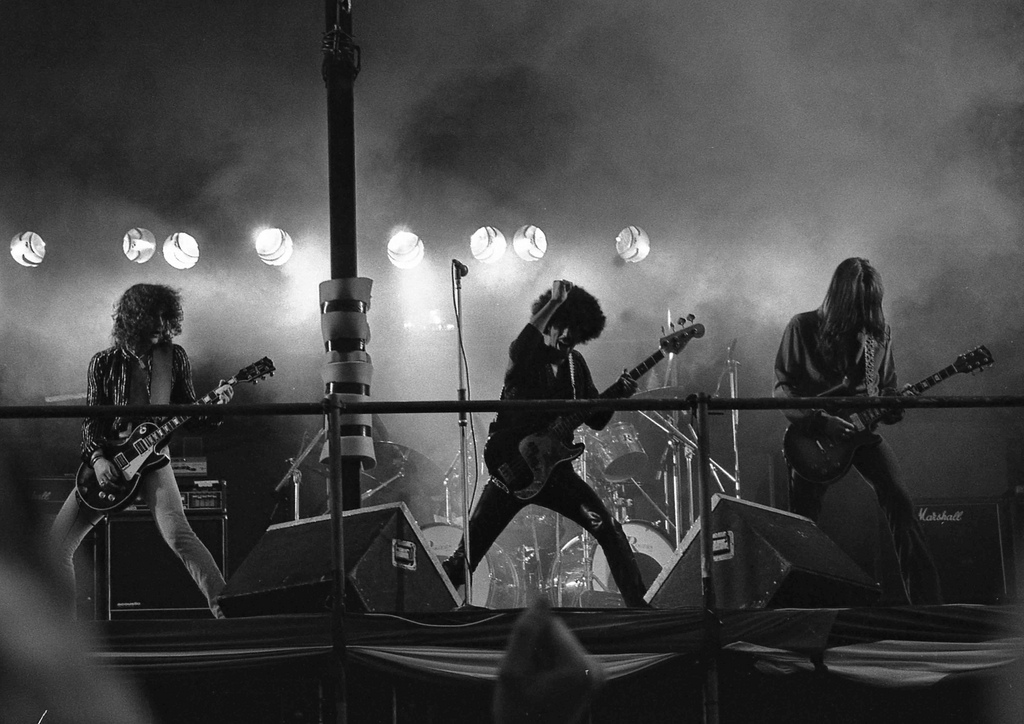
Фестиваль Pinkpop, 1978 год.
Слева направо: Робертсон, Лайнотт, Горэм.

## Список композиций
Слова и музыка всех песен — Фил Лайнотт, если не указано иное.
| №  | Название             | Автор(ы)                               | Длительность |
| -- | -------------------- | -------------------------------------- | ------------ |
| 1. | «Soldier of Fortune» |                                        | 5:17         |
| 2. | «Bad Reputation»     | Брайан Дауни, Скотт Горэм, Фил Лайнотт | 3:08         |
| 3. | «Opium Trail»        | Брайан Дауни, Скотт Горэм, Фил Лайнотт | 3:56         |
| 4. | «Southbound»         |                                        | 4:26         |

| №  | Название                                                      | Автор(ы)                 | Длительность |
| -- | ------------------------------------------------------------- | ------------------------ | ------------ |
| 1. | «Dancing in the Moonlight (It’s Caught Me in It’s Spotlight)» |                          | 3:28         |
| 2. | «Killer Without a Cause»                                      | Скотт Горэм, Фил Лайнотт | 3:35         |
| 3. | «Downtown Sundown»                                            |                          | 4:09         |
| 4. | «That Woman’s Gonna Break Your Heart»                         |                          | 3:25         |
| 5. | «Dear Lord»                                                   | Скотт Горэм, Фил Лайнотт | 4:28         |

| №   | Название                                                                                | Длительность |
| --- | --------------------------------------------------------------------------------------- | ------------ |
| 10. | «Killer Without a Cause» (BBC, 8 января 1977 года)                                      | 3:42         |
| 11. | «Bad Reputation» (BBC, 8 января 1977 года)                                              | 2:49         |
| 12. | «That Woman’s Gonna Break Your Heart» (BBC, 8 января 1977 года)                         | 3:28         |
| 13. | «Dancing in the Moonlight (It’s Caught Me in It’s Spotlight)» (BBC, 8 января 1977 года) | 3:22         |
| 14. | «Downtown Sundown» (BBC, 8 января 1977 года)                                            | 3:53         |
| 15. | «Me and the Boys» (саундчек)                                                            | 4:17         |

## Участники записи
Список составлен по сведениям базы данных Discogs.
Thin Lizzy:
- Фил Лайнотт — бас-гитара, вокал
- Скотт Горэм — гитара
- Брайан Робертсон[англ.] — гитара, клавишные
- Брайан Дауни — ударные

дополнительные музыканты:
- Мэри Хопкин — бэк-вокал (в песне «Dear Lord»)
- Джон Бойич — бэк-вокал (в песне «Dear Lord»)
- Кен Моррис — бэк-вокал (в песне «Dear Lord»)
- Джон Хэллиуэлл[англ.] — саксофон, кларнет

Технический персонал:
- Thin Lizzy — продюсер
- Тони Висконти — продюсер, звукоинженер
- Джон Бойич — ассистент звукоинженера
- Кен Моррис — ассистент звукоинженера
- Эд Стоун — ассистент звукоинженера
- Гилберт Конг — инженер нарезки лакового слоя
- Крис О’Доннелл — арт-директор-координатор
- Саттон Купер — дизайнер

## Позиции в хит-парадах
Еженедельные чарты:
| Год  | Хит-парад                        | Высшая позиция | Пребывание в чарте |
| ---- | -------------------------------- | -------------- | ------------------ |
| 1977 | Австралия (Kent Music Report)    | 58             | нет данных         |
| 1977 | Великобритания (UK Albums Chart) | 4              | 9 недель           |

| Чарт (1977) | Наивысшая позиция |
| ----------- | ----------------- |
| Норвегия    | 13                |
| Швеция      | 9                 |